# Donja Trešnjica
Donja Trešnjica (cyr. Доња Трешњица) – wieś w Serbii, w okręgu maczwańskim, w gminie Mali Zvornik. W 2011 roku liczyła 575 mieszkańców.